# Schramek Géza
Schramek Géza (Budapest, 1967. január 27. –) magyar színművész.

## Életpályája
A Petőfi Sándor Gimnáziumban érettségizett. 1990-1994 között a Színház- és Filmművészeti Főiskola hallgatója volt. 1994-1995 között a Vígszínházban vendégművészként lépett fel. 1995-1997 között a Katona József Színház tagja volt. Vendégként szerepelt a zalaegerszegi Hevesi Sándor Színházban és a Budapesti Kamaraszínházban[mikor?].

## Filmes és televíziós szerepei
- Ábel az országban (1994)
- Kisváros (1994-2000)
- Kémjátszma / Spy Game (2001)
- Szerelem utolsó vérig (2002)
- Kontroll (2003)
- Sorstalanság (2005)
- Barátok közt (2006,2011-2012,2015)
- Hacktion: Újratöltve (2013)
- Megdönteni Hajnal Tímeát (2014)
- Kossuthkifli (2015)
- Kincsem (2017)
- Ízig-vérig (2019)

## Rádiós munkái
- A Szabó család